# Basílio de Selêucia
Basílio de Selêucia foi um bispo e um escritor eclesiástico. Sua data de nascimento é incerta e ele morreu entre 458 e 460 d.C. Ele se destacou durante o período em que a igreja no oriente estava sendo abalado pela controvérsia monofisista e de todos se exigia que tomasse uma posição sobre o assunto. As suas obras que chegaram até nós, embora algo retóricas demais, provam claramente que era um homem de grande habilidade literária.

## Vida e obras
Ele foi bispo de Selêucia Isaura entre os anos 432 e 447 e participou ativamente do Concílio de Constantinopla de 448, convocado pelo Patriarca Flaviano para condenar o arquimandrita Eutiques e seus ensinamentos, além de depor o seu grande campeão, o Patriarca de Alexandria Dióscoro. Curiosamente, embora Basílio pareça ter concordado com estas decisões, ele esteve no controverso segundo concílio de Éfeso (chamado de "Latrocínio de Éfeso") no ano seguinte e, induzido talvez mais pelas ameaças e pela truculência do partido monofisista do que pelos seus argumentos, votou ali pela reabilitação de Eutiques e pela deposição do Patriarca de Constantinopla, colocando-se assim entre os defensores das ideias e opiniões monofisistas.
Assim como outros proeminentes defensores de Diócoro, ele teria sido removido de sua sé se, em algum momento, aceitado a doutrina contida na epístola dogmática do Papa Leão I a Flaviano (o chamado Tomo de Leão) e apoiado a condenação de Eutiques e Dióscoro. Após este período, ele parece ter continuado um zeloso opositor do partido monofisista. No ano de 458, ele, juntamente com seus colegas de Selêucia, apelou ao imperador bizantino Leão I, o Trácio pedindo-lhe que usasse sua influência para avançar a disseminação do credo calcedônio e também para assegurar a deposição de Timóteo Eluro, que tinha então tomado a sé de Alexandria. Esta é a última referência que encontramos sobre Basílio e acredita-se que ele tenha morrido logo em seguida.

## Obras
Quarenta e um sermões (logoi) sobre diferentes assuntos do Antigo Testamento chegaram até nós sob seu nome e foram publicados na Patrologia Grega, de Migne, juntamente com a história da protomártir Santa Tecla e os milagres que ela realizou do túmulo que, segundo Fócio, também é de autoria de Basílio. A maioria dos sermões deve ser considerada genuína, mas alguns são atualmente considerados como sendo de autoria de Nestório.